# ماونت بورس
ماونت بورس (به انگلیسی: Mount Bures) یک روستا و محله مدنی در بریتانیا است که در کولچستر واقع شده‌است. ماونت بورس ۲۴۹ نفر جمعیت دارد.